# M6Bone
M6Bone war ein Testbed für Multicast über IPv6. Es handelte sich um ein Overlay-Netz, ähnlich wie MBone und 6Bone, aus denen sich auch der Name herleitet. M steht für Multicast, das gleichzeitige Versenden von Datenpaketen an viele Adressen in einem Netzwerk, 6 steht für IPv6 und Bone steht für Backbone.
Das M6Bone-Netzwerk stellte IPv6-Multicast-Dienste für Forschungszwecke zur Verfügung. Dadurch konnte die Funktionsweise von IPv6-Multicast in einer Testumgebung erprobt und verstanden werden, bevor es in einer Produktivumgebung zum Einsatz kommt. Es diente der Erprobung von Netzwerktechnik, Hardware und Software. Eine der im Testbetrieb verwendeten Software war die eXtensible Open Router Platform.
Einer der experimentellen Anwendungszwecke war Multicast-Videokonferenz-Software, um an Multicast-Sendungen teilzunehmen. Damit ist es möglich über ein Netzwerk verteilte PC-Arbeitsstationen bzw. computerbasierte Empfangsstationen mit Datenströmen gleichzeitig und weit entfernt zu erreichen. Beispiele hierfür wären eine Fern-Universität mit einer Internet-Vorlesung oder eine Geschäftskonferenz empfangbar über viele verteilte Video-Telefonie-PC-Terminals. Einige Sendungen werden periodisch in das M6bone-Test-Netzwerk eingespielt, so etwa die RENATER-Gespräche, einige Vorträge, die IPv6-Konferenzen von Nouakchott und die Videokonferenzen zwischen den Partnern des 6net-Projekts.